# Ceuthomantis aracamuni
Ceuthomantis aracamuni es una especie de anfibios de la familia Craugastoridae.

## Distribución geográfica y hábitat
Es endémica del cerro Aracamuni (Venezuela). Su rango altitudinal oscila alrededor de 1493 m s. n. m..